# Rita Fischer
Rita Fischer (Young, Río Negro, 1972) es una pintora y videoartista de Uruguay. Vive y trabaja en Montevideo. Su obra se encuentra en colecciones de Uruguay, Argentina, Colombia, Perú, Estados Unidos, Canadá, Francia, España e Italia.

## Trayectoria
Graduada en el Centro de Diseño Industrial. Estudió en la Escuela Nacional de Bellas Artes, asistiendo a los talleres de Clever Lara y J.L. Invernizzi. Asistió a la Universidad Paris VIII.
Ha expuesto sus trabajos en muestras individuales y colectivas, a nivel nacional e internacional. Se destacan su exposición de 2012 en el Museo de Arte Precolombino e Indígena (MAPI) y su muestra individual en el Museo Nacional de Artes Visuales en 2013.
Recibió el Premio Paul Cézanne en el año 2000.

## Exposiciones destacadas
- "Loin du Noir", junto a Vicente Grondona en galería Vasari, Buenos Aires 2012
- "Variaciones sobre el destino", junto a Martín Vergés en galería del Paseo, Manantiales 2010
- "Deriva", Galería Jeune Creation, Paris 2009
- "Horizonte" en el marco del proyecto Bola de Nieve, Sala de Exposiciones MEC, 2008
- "Caza curioso", galería Basari, Buenos Aires 2006
- "Red", galería La Serre, Escuela Nacional de Bellas Artes de Saint Etienne, 2002
- "POV", segunda Bienal del Mercosur, Porto Alegre, 1999

## Premios
- Premio Paul Cézanne, Eembajada de Francia en Uruguay, 2000
- Premio Internacional Mercosur, Arte-BA Buenos Aires, 2000
- Premio Salón Montrouge, Francia, 2005
- Segundo Premio Adquisición MEC, 58 Premio Nacional de Artes Visuales Linda Kohen, 2018